# Nijō Yoshimoto

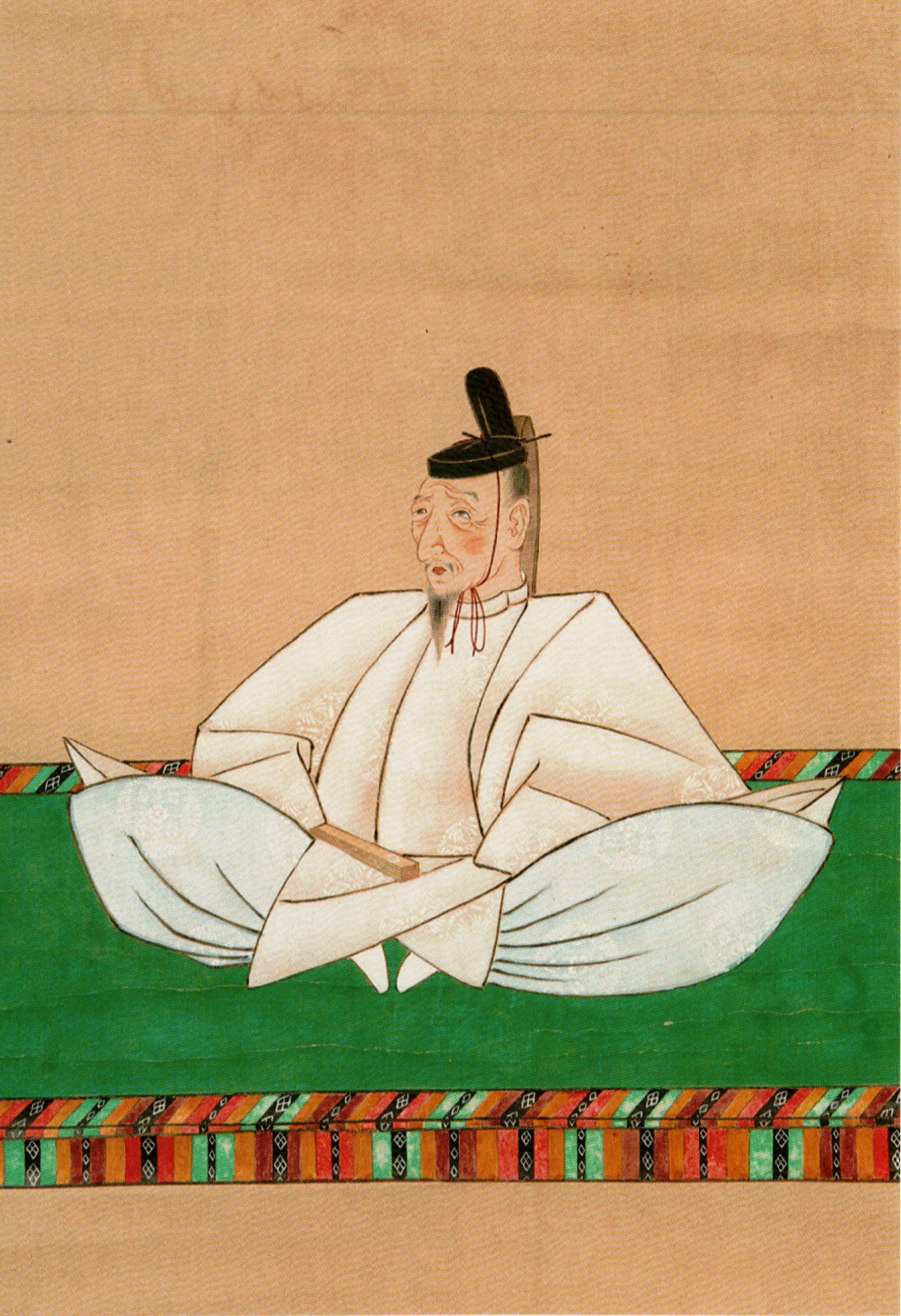
Nijō Yoshimoto

Nijō Yoshimoto (二条 良基?   1320 - 16 de julio de 1388) fue un kugyō (cortesano japonés de alta categoría), regente, poeta y estadista que vivió durante la era Nanbokucho. Fue miembro de la familia Nijō e hijo del regente  Nijō Michihira. Fue uno de los cortesanos más influyentes dentro de la Corte del Norte al ser regente de cuatro emperadores de dicha corte: el Emperador Kōmyō, el Emperador Sukō, el Emperador Go-Kōgon y el Emperador Go-Komatsu (último de la Corte del Norte).

## Como cortesano
Accedió a la corte imperial en 1327 con el rango shōgoi inferior pero ascendió en ese mismo año al rango jushii inferior. En 1328 ascendió al rango jushii superior y luego al rango jusanmi. En 1330 llega al rango shōsanmi, en 1333 al de junii y en 1337 alcanzó el rango shōnii. Cuando ocurrió la división de las cortes, tras el fracaso de la Restauración Kenmu y el nacimiento del shogunato Ashikaga, Yoshimito decidió permanecer fiel a la Corte del Norte. En 1340 fue nombrado naidaijin y en 1343 ascendido a udaijin.
En 1346 es designado como líder del clan Fujiwara (del cual la familia Nijō formaba parte), adicionalmente asume como kanpaku (regente) del Emperador Kōmyō (hasta su abdicación en 1348), del Emperador Sukō (hasta su abdicación en 1351) y del Emperador Go-Kōgon (hasta la renuncia de Yoshimoto en 1358).
En 1347 fue ascendido al rango juichii y nombrado sadaijin (renunciando en 1349). En 1363 nuevamente se convierte en kanpaku del Emperador Go-Kōgon, hasta su renuncia en 1367. En 1381 asumió el cargo de Daijō Daijin (Canciller del Reino) y en 1382 asumió el cargo de sesshō (regente) del joven Emperador Go-Komatsu, así mismo vuelve a ser líder del clan Fujiwara.
Yoshimoto renunciaría a sus cargos de líder de clan, de regente y Daijō Daijin en 1387, no obstante al año siguiente volvió a asumir los mismos títulos aunque solo por unos dos meses, cuando falleció.

## Como poeta
Yoshimoto aprendió la poesía waka del monje Ton'a y poesía renga de los monjes Gusai y Kyūsei. Él mismo se reconoció como un poeta de waka; y fue autor de varios tratados sobre poesía, siendo conocido por sus normas sobre el renga y a la edad de treinta años era conocido por ser una autoridad en la materia. Fue autor de varios libros incluyendo:
- Renri Hishō (連理秘抄 Un tratado secreto de los principios del renga?,  c. 1349), texto sobre poesía renga.
- Tsukubashū (菟玖波集 La colección Tsukuba?,  c. 1356), la primera colección editada de renga.
- Tsukuba Mondō (筑波問答 Los diálogos Tsukuba?,  1357-1372), discurso general sobre renga en formato pregunta-respuesta.
- Gumonkenchū (愚問賢註?   1363), discusión del estilo renga; con Ton'a como coautor.
- Ōan Shinshiki (応安新式?   c. 1372), texto sobre reglas de renga.
- Kinrai Fūteishō (近来風体抄?   1387), tratado de poesía waka.

### Como historiador
El autor del Masukagami es desconocido, pero se cree que Nijō Yoshimoto estuvo involucrado en su creación. El libro es un cuento histórico japonés que describe los eventos ocurridos entre 1368 y 1376.